# Parahebe
Parahebe é um género botânico pertencente à família Plantaginaceae. Tradicionalmente este gênero era classificado na família das Scrophulariaceae.

## Sinonímia
Derwentia Raf.

## Espécies
Constituido por 49 espécies:
Parahebe albiflora Parahebe arcuata Parahebe arenaria
Parahebe bidwillii Parahebe birleyi Parahebe blakelyi
Parahebe brassii Parahebe brevistylis Parahebe canescens
Parahebe carstensensis Parahebe catarractae Parahebe cheesemanii
Parahebe ciliata Parahebe decora Parahebe decorosa
Parahebe densifolia Parahebe densifolium Parahebe derwentiana
Parahebe diffusa Parahebe diosmoides Parahebe formosa
Parahebe giulianettii Parahebe hookeriana Parahebe hulkeana
Parahebe lavaudiana Parahebe laxa Parahebe lendenfeldii
Parahebe linifolia Parahebe lithophila Parahebe lyallii
Parahebe macrantha Parahebe maevis Parahebe muelleri
Parahebe nivea Parahebe olsenii Parahebe papuana
Parahebe perfoliata Parahebe plano Parahebe polyphylla
Parahebe raoulii Parahebe rigida Parahebe rubra
Parahebe spathulata Parahebe tenuis Parahebe tetragona
Parahebe thymelaeoides Parahebe trifida Parahebe vandewateri
Parahebe velutina Parahebe Hybriden

## Nome e referências
Parahebe W.R.B. Oliv.